# Campeonato Mundial de Patinaje Artístico sobre Hielo de 1906
El XI Campeonato Mundial de Patinaje Artístico se realizó en Múnich (concurso masculino y por parejas) entre el 3 y el 4 de febrero y en Davos (concurso femenino) entre el 28 y el 29 de enero de 1906 bajo la organización de la Unión Internacional de Patinaje sobre Hielo (ISU), la Federación Alemana de Patinaje sobre Hielo y la Federación Suiza de Patinaje sobre Hielo. 

## Resultados

### Masculino
| Puesto | Nombre          | País     | Puntos |
| ------ | --------------- | -------- | ------ |
| Oro    | Gilbert Fuchs   | Alemania | 5      |
| Plata  | Heinrich Burger | Alemania | 14     |
| Bronce | Bror Meyer      | Suecia   | 17     |

### Femenino
| Puesto | Nombre           | País              | Puntos |
| ------ | ---------------- | ----------------- | ------ |
| Oro    | Madge Syers-Cave | Reino Unido       | 5      |
| Plata  | Jenny Herz       | Imperio austríaco | 13     |
| Bronce | Lily Kronberger  | Hungría           | 13,5   |

## Medallero
| Núm. | País              | Oro | Plata | Bronce | Total |
| ---- | ----------------- | --- | ----- | ------ | ----- |
| 1    | Alemania          | 1   | 1     | 0      | 2     |
| 2    | Reino Unido       | 1   | 0     | 0      | 1     |
| 3    | Imperio austríaco | 0   | 1     | 0      | 1     |
| 4    | Hungría           | 0   | 0     | 1      | 1     |
| 4    | Suecia            | 0   | 0     | 1      | 1     |
|      | TOTAL             | 2   | 2     | 2      | 6     |

| Predecesor: Suecia 1905 | Campeonato Mundial de Patinaje Artístico sobre Hielo 1906 | Sucesor: Austria-Hungría 1907 |

- Datos: Q694439